# Burton Jastram
Burton Albert "Burt" Jastram (5. juni 1910 i San Francisco - 20. maj 1995) var en amerikansk roer og olympisk guldvinder.
Jastram var med i USA's otter, der vandt guld ved OL 1932 i Los Angeles, den fjerde amerikanske OL-guldmedalje i otteren i træk. Resten af besætningen bestod af Edwin Salisbury, James Blair, Duncan Gregg, David Dunlap, Charles Chandler, Harold Tower, Winslow Hall og styrmand Norris Graham. Samtlige otte roere var studerende ved University of California, Berkeley. Der deltog i alt otte både i konkurrencen, hvor amerikanerne sikrede sig guldet foran Italien og Canada, der vandt henholdsvis sølv og bronze. Det var de eneste olympiske lege Jastram deltog i.

## OL-medaljer
- 1932:  Guld i otter